# Dislivello
In topografia il dislivello è la differenza di altitudine (o di  livello) tra due punti rispetto a una superficie di riferimento.

## Come si calcola
La differenza di quota (o dislivello) fra due punti sulla superficie terrestre è data da:
{\displaystyle A-A_{0}}  = {\displaystyle A_{dislivello}}
dove {\displaystyle A_{0}} e {\displaystyle A} sono le altitudini dei due punti.
Per misurarla si fa uso di un livello oppure di un teodolite, a seconda della distanza fra i punti e l'accuratezza richiesta dai lavori topografici. È anche misurabile con altimetri o apparecchi basati sulla tecnologia GPS, a patto evidentemente di potersi recare nei due punti tra i quali deve essere determinato il dislivello.

## Dislivello positivo e dislivello negativo
Il dislivello viene spesso considerato quello tra il punto di partenza e quello di arrivo di un percorso. Per dislivello positivo si intende la differenza di quota tra la quota inferiore del punto di partenza e la quota superiore del punto di arrivo; viceversa, si parla di dislivello negativo. Per esempio, partendo da quota 1042 m s.l.m. di Andalo e raggiungendo cima Tosa a quota 3173 s.l.m., si supera un dislivello positivo di 2131 metri (+2131). 
In un dato percorso si definisce dislivello complessivo positivo la somma di tutti i dislivelli positivi parziali (o salite) che bisogna percorrere dal punto di partenza a quello di arrivo, e dislivello complessivo negativo la somma di tutti i dislivelli negativi parziali (o discese).

### Esempio

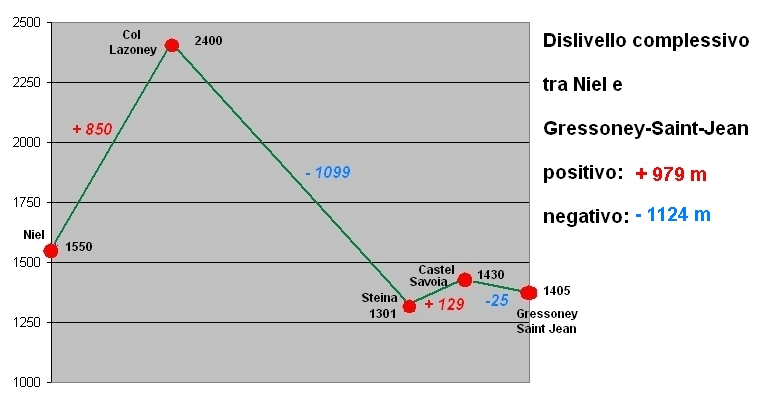
Dislivelli positivi e negativi nella quinta tappa dell'AV n.1.

Circoscrivendo il concetto di dislivello a un campo applicativo di tipo escursionistico e sportivo, e assumendo inoltre la presenza di valori di errore dell'ordine dei metri per chilometro, la tabella che segue riporta le quote altimetriche e i dislivelli (positivi e negativi) tra alcune località toccate dalla quinta tappa dell'Alta via della Valle d'Aosta n. 1. 
| Località             | Quota | Dislivello |
| -------------------- | ----- | ---------- |
| Niel (Gaby)          | 1550  | *          |
| Colle Lazoney        | 2400  | + 850      |
| Steina               | 1301  | – 1099     |
| Castel Savoia        | 1430  | + 129      |
| Gressoney-Saint-Jean | 1405  | – 25       |

Il dislivello complessivo positivo per raggiungere Gressoney da Niel lungo il percorso dell'Alta via è invece di +979 m, mentre quello negativo (ovvero la somma delle discese) è di –1124 m. Naturalmente valori di questo tipo sono approssimazioni più o meno grossolane del valore reale, dato dalla somma dei dislivelli tra tutti i punti percorsi, nessuno escluso. Con il crescere del numero dei punti rilevati tale approssimazione tenderà spesso a migliorare; anche in tratti che a un livello di dettaglio minore erano stati considerati complessivamente in salita potrebbero essere individuati brevi tratti di discesa, e viceversa.
Nelle operazioni di certificazione dei dislivelli di gare di corsa in montagna mediante tracce GPS viene considerato adeguato un campionamento del dislivello in un punto ogni 10 metri di sviluppo del percorso oggetto della certificazione.

## Dislivello e pratiche sportive
Il dislivello da superare nel corso di una escursione è uno degli elementi che ne determinano la maggiore o minore difficoltà. A parità di sviluppo planimetrico e di altri fattori (come ad esempio la natura del terreno o la sua esposizione) maggiore è il dislivello positivo da superare e maggiore sarà l'impegno fisico richiesto per completare l'escursione stessa. 
I tempi di percorrenza degli itinerari escursionistici in montagna vengono stimati in prima approssimazione in base al dislivello da percorrere. Il Club Alpino Italiano generalmente ipotizza che un escursionista mediamente allenato percorra dai 300 ai 350 metri di dislivello positivo all'ora. Se la salita è ripida ma senza particolari difficoltà oppure l'escursionista è molto allenato, questi valori possono però essere superati di molto. In discesa il tempo di percorrenza evidentemente si riduce, in genere a circa i ⅔ di quello stimato per la salita.
I valori di dislivello da percorrere, sia complessivo sia per km di sviluppo, sono anche uno degli elementi che concorrono alla classificazione delle corse in montagna adottata delle competenti federazioni sportive nazionali e internazionali. Ad esempio il regolamento FIDAL per la corsa in montagna definisce la specialità del kilometro verticale come:
L'indicazione del dislivello viene anche utilizzata nella descrizione di itinerari e competizioni da gruppi e associazioni sportive che si occupano di varie altre attività all'aria aperta, come ad esempio la mountain bike o lo sci alpinismo.

### Certificazione
I valori di dislivello delle gare di maggiore importanza possono venire certificati da organismi sportivi nazionali o internazionali, i quali in genere basano tale certificazione su tracce GPS.